# Києво-Печерська лавра
50°26′3″ пн. ш. 30°33′33″ сх. д. / 50.43417° пн. ш. 30.55917° сх. д.
Ки́єво-Пече́рська ла́вра — київський православний монастирський комплекс. Один із найбільших християнських центрів України, визначна пам'ятка історії та архітектури. Києво-Печерська лавра належить державі, а релігійні організації користуються нею на правах оренди.
Заснована 1051 року як печерний монастир за межами Києва. Лавра отримала свою назву від печер, де оселилися її перші мешканці.
У середньовіччі був оплотом православ'я Русі. 1592 року став ставропігією Вселенського патріархату Константинополя. 1688 року став лаврою. У ранньому новому часі перетворився на центр паломництва православних.
В 1994 (в списку об'єктів вказано 1990 рік) та 2023 році разом із Софійським собором внесений до переліку Світової спадщини ЮНЕСКО.
З 1996 року на території Верхньої лаври діє Національний Києво-Печерський історико-культурний заповідник. Власне монастир знаходиться на території Нижньої лаври. Пам'ятка перебуває під юрисдикцією Національного заповідника.
29 березня 2023 року Україна розірвала договір з РПЦвУ про оренду Києво-Печерської лаври, на території якої проросійська релігійна організація, після свого утворення, з 27 жовтня 1990 року, тимчасово розміщувала органи управління (серед яких головний соборний храм), КДАіС, СПЖ та керівництво Київської єпархії.
З січня 2023 року Православна церква України (ПЦУ) регулярно звершує богослужіння у храмах Верхньої лаври та має тут свій чоловічий монастир. 16 серпня 2024 року ПЦУ вперше звершила Божественну літургію в храмі «Живоносне джерело» Нижньої лаври.

## Історія

### До кінця XIX століття
Обитель засновано неподалік древньої Варязької печери, в 1051 році за князя Ярослава Мудрого, ченцем Антонієм, як печерний монастир. Один із перших монастирів Русі, що поклав початок руському чернецтву. Співзасновником монастиря вважається один із перших учнів Антонія — Феодосій.
У 1058 році, з благословення преподобного Антонія, преподобний Варлаам побудував над печерою дерев'яну церкву на честь Успіння Пресвятої Богородиці.
У XI столітті монастир став центром розповсюдження і утвердження християнства у Київській Русі. У лаврі працювали відомі літописці Никон Великий і Нестор (автор «Повісти минулих літ»).
У XII столітті отримав статус «лаври» — головного великого монастиря.
У XIII столітті складено «Києво-Печерський патерик» — важливе джерело з історії Києва.
У 1416 році спалений ординцями під проводом Едигея під час нападу на Київ. Відбудована в 1470 році.
1593 року за наказом архімандрита Никифора Тура було проведено один з перших описів нерухомого майна лаври. Належало 2 міста та 54 села.
У XVII столітті архімандритом монастиря був Петро Могила.
21 квітня 1718 року згоріли «всі будівлі, церква велика, дзвони, ризниця».
У XVIII столітті Лавра стала найбільшим церковним феодалом в Україні: їй належали 3 міста, 7 містечок, близько 200 сіл і хуторів, понад 70 000 кріпаків, 2 папірні, 11 цегелень і 6 склоробень, понад 160 винокурень і вітряків, близько 200 шинків, 2 кінні фабрики.
Києво-Печерській лаврі було підпорядковано багато дрібних монастирів і так звані пу́стині (зокрема Китаївська, Микільська та інші під Києвом) з їхніми угіддями і кріпаками в Україні, Росії, також Білорусії. Відіграла важливу роль у розвитку давньоруської культури, була центром літописання. Тут перекладалися на церковнослов'янську мову і переписувалися твори іноземних авторів.
У XIX ст., як і раніше, Лавра проводила значні будівельні та ремонтно-реставраційні роботи. У період реконструкції Печерської фортеці, у середині XIX ст., навколо Нижньої території Лаври споруджено кам'яний фортечний мур.
Наприкінці XIX ст. за проєктом архітектора В. Ніколаєва побудовано Трапезну палату і церкву, а інтер'єри були розписані під керівництвом О. Щусєва.
Обитель виявляла турботу про здоров'я ченців та прочан. У 1849 році на теренах монастиря побудована Лікарня при Микільському монастирі на два поверхи, а також лікарня для прочан та мандрівників, яка щороку обслуговувала понад 500 хворих.
У 1873 році в Києві при Церковно-археологічному товаристві започатковано перший загальнодоступний музей міста — Церковно-археологічний, унікальна колекція якого налічувала понад 30 000 експонатів. Метою його створення було визначено захист та зібрання церковних старожитностей, а також вивчення церковної історії. За своїми організаційними принципами музей був закладом цивільним, діяв на громадських засадах та існував на добровільні пожертви. Створення цього музею знайшло глибоке розуміння серед духівництва — від сільських пастирів до настоятелів монастирів та єпископату, багато з яких ревно сприяли поповненню колекції музею.
У 1592—1688 роках монастир був ставропігією Вселенського патріархату з центром у Константинополі, із 1688 року — Московського патріарха, із 1786-го — Київського митрополита.

## Світлини та малюнки

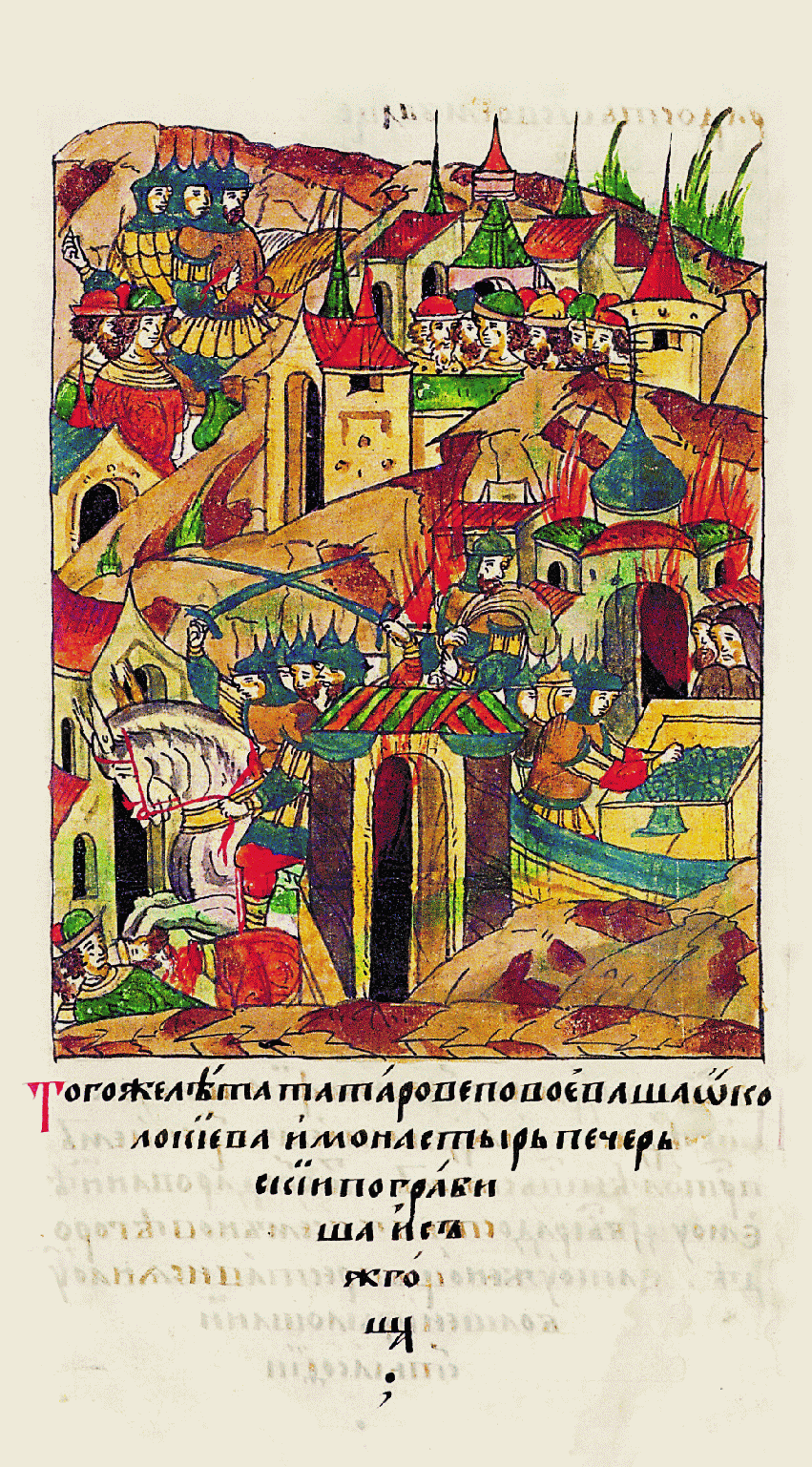
Ординці плюндрують Київ і монастир в 1416 році
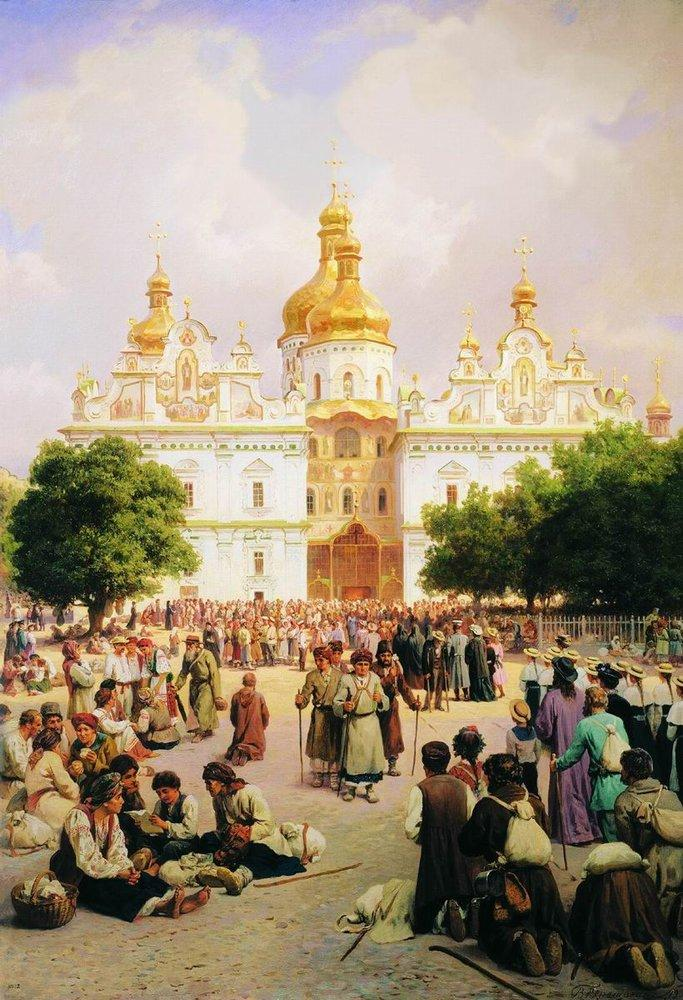
Василь Верещагін. «Велика церква Києво-Печерської Лаври» (тобто Свято-Успенський собор) у XIX столітті
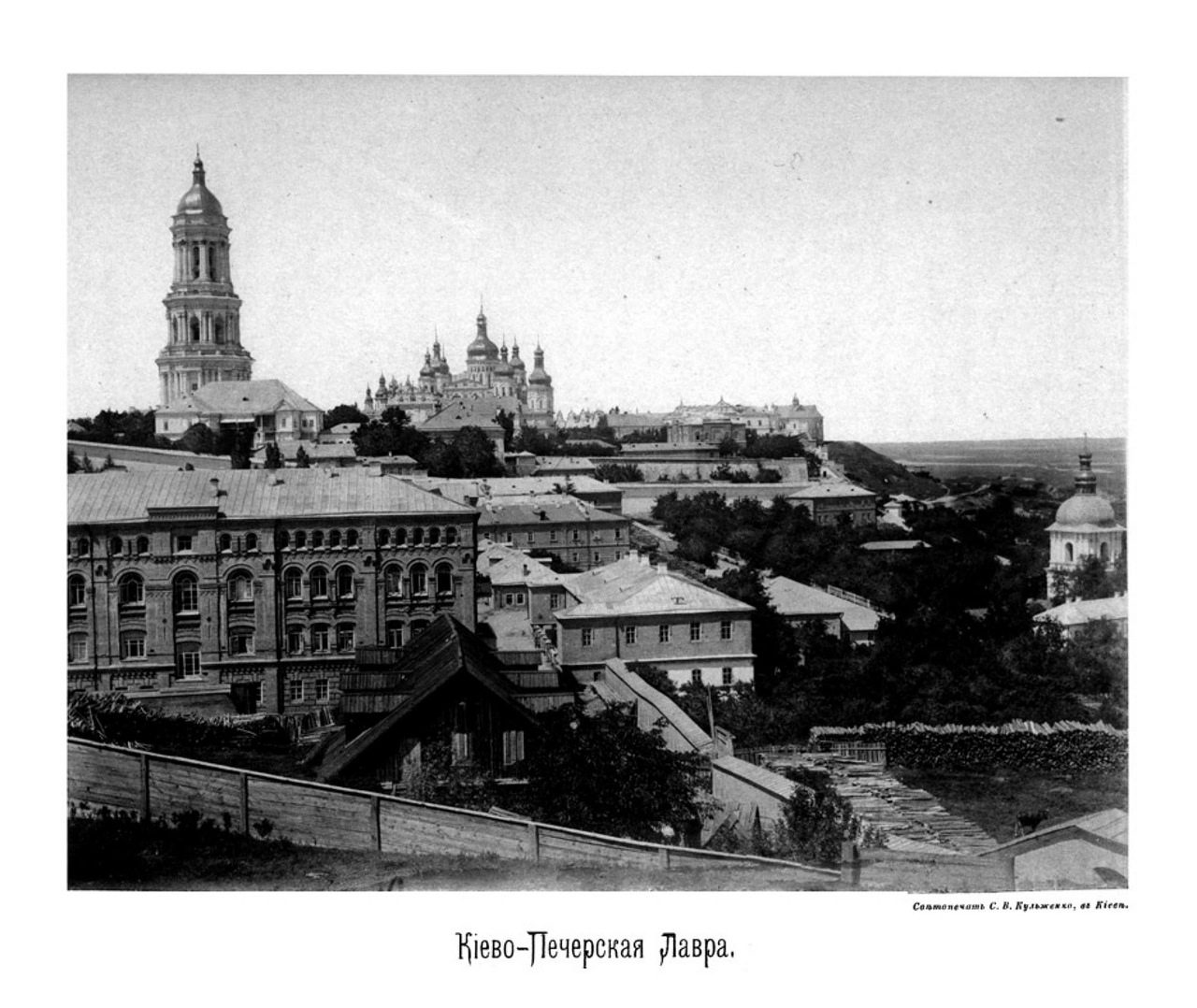
Києво-Печерська лавра, 1888
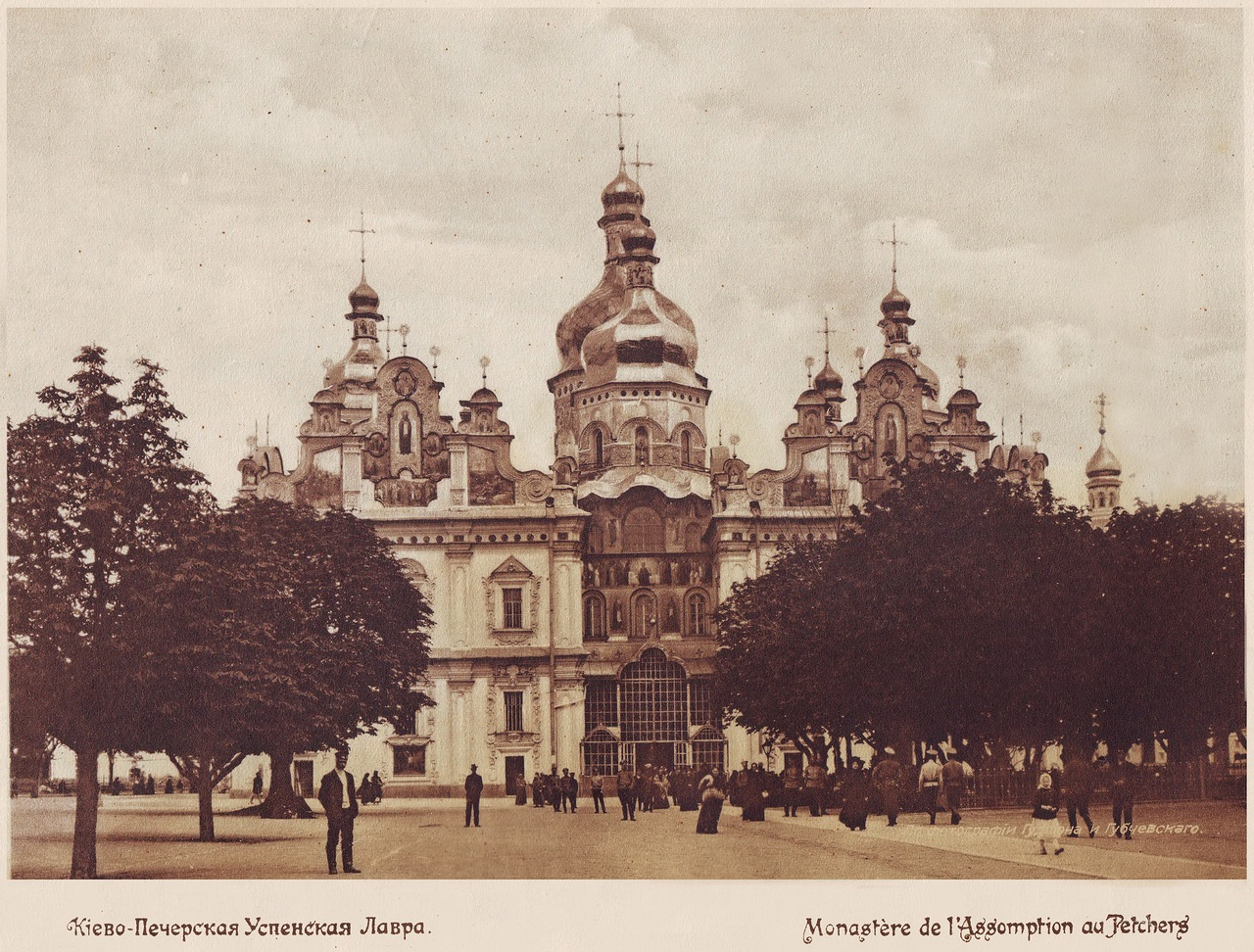
Києво-Печерська лавра, 1911
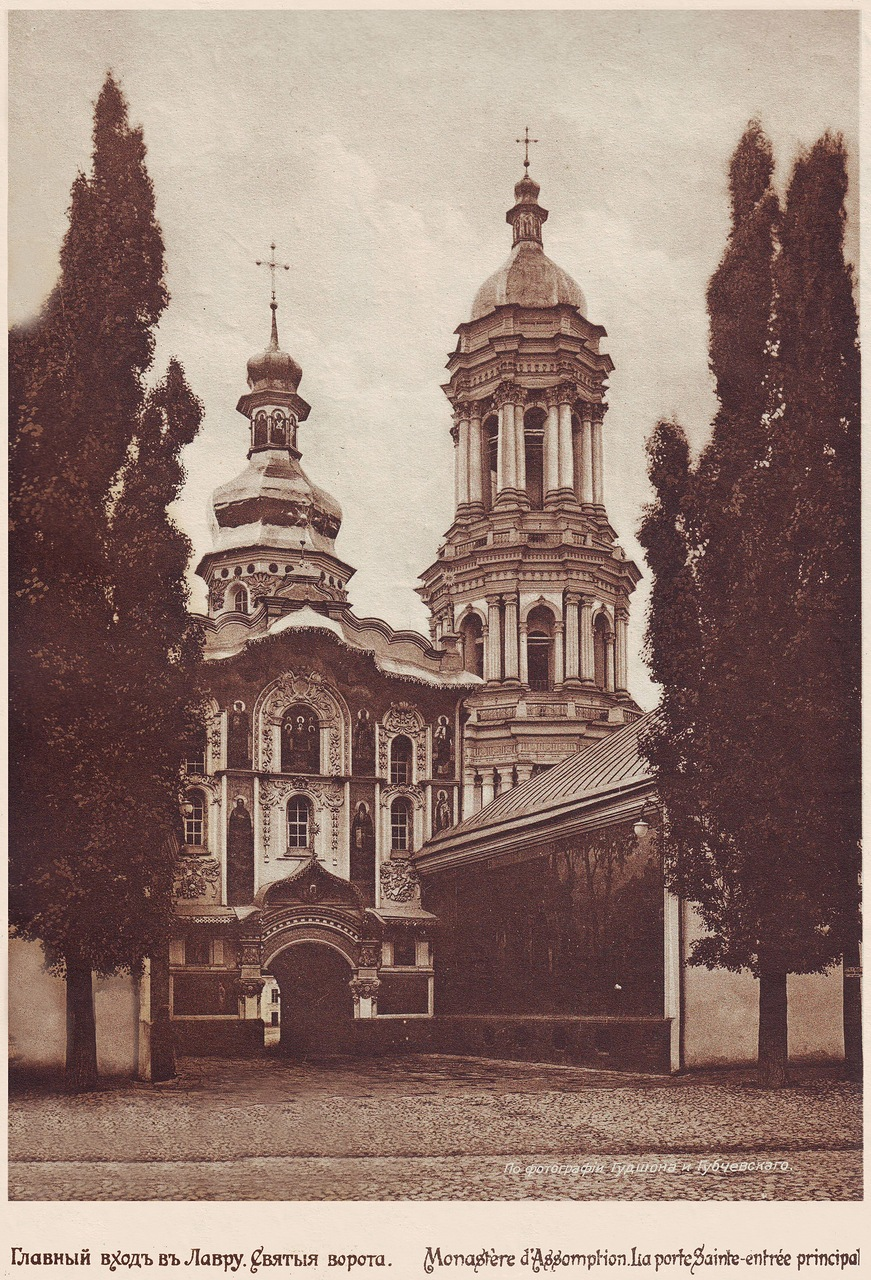
Вхід до лаври. Святі ворота, 1911
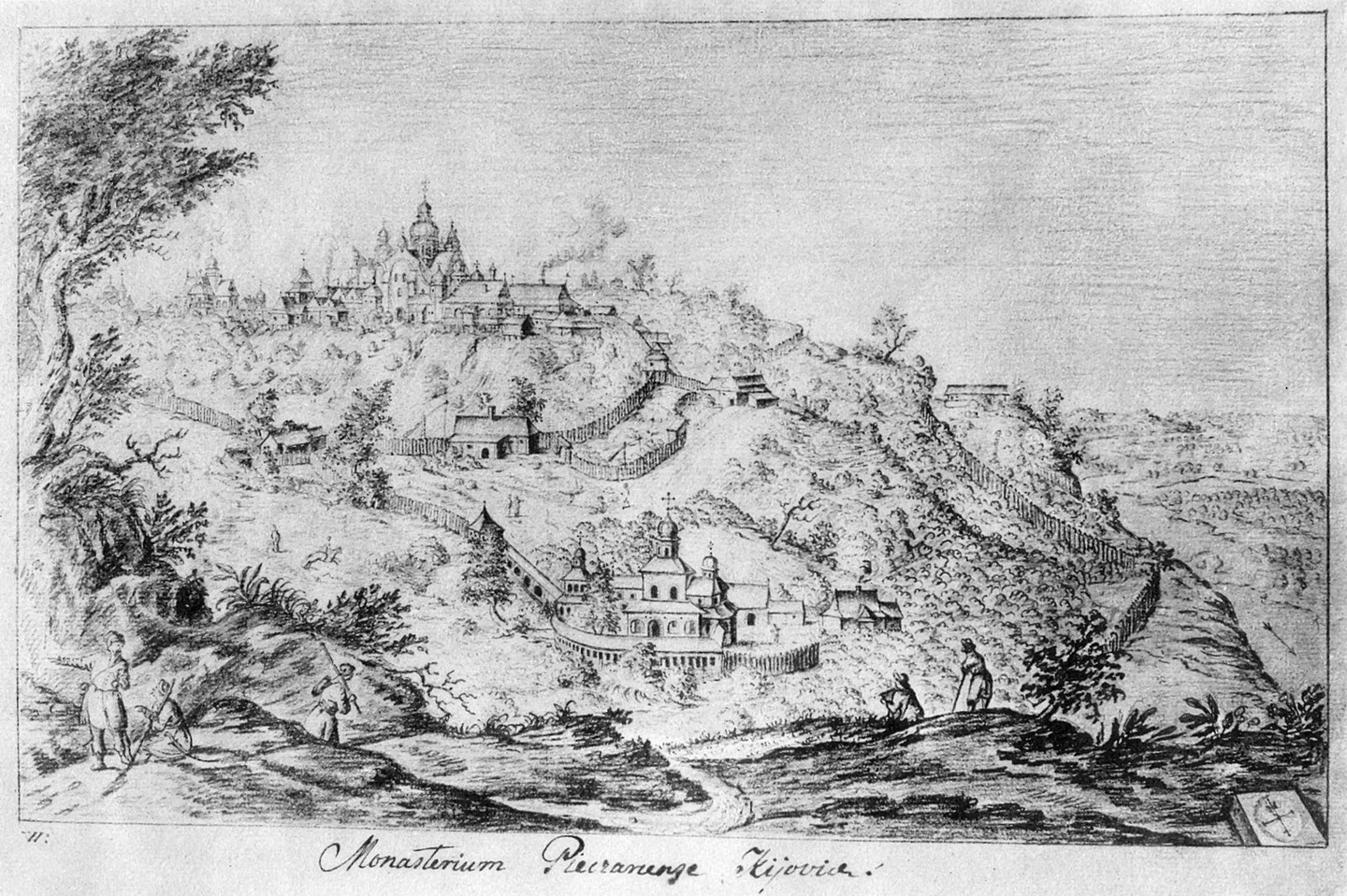
Малюнок. Абрахам ван Вестерфельд, 1651
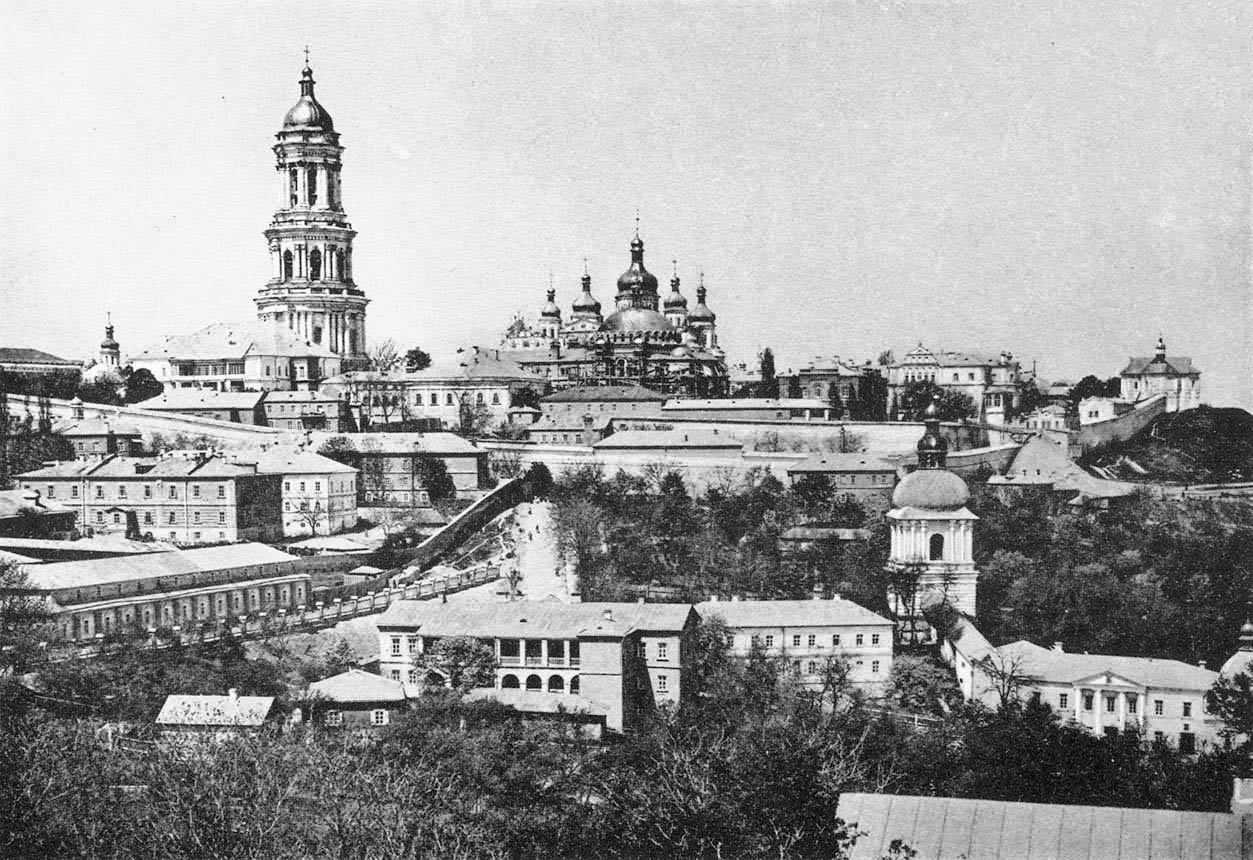
Кінець XIX століття

### XX століття
Трагічні події після 1917 року послужили поштовхом до тотального винищення православного духівництва і всього, що було зв'язано з Церквою. 25 січня 1918 року у стінах лаври закатовано митрополита Київського й Галицького Володимира, а в 1920-му лавру закрито.
4 серпня 1929 року більшовики завершили роботи з перетворення колишнього монастиря на Всеукраїнське музейне містечко, головне призначення якого — бути центром антирелігійної пропаганди в УСРР. Перед Наркоматом внутрішніх справ УСРР порушено клопотання про негайне виселення з території містечка осіб духовного звання, котрі до цього часу в ньому проживали.
Під час Другої світової війни у 1941 році радянські війська підірвали Свято-Успенський собор. За поширюваною довгий час органами пропаганди повоєнною маскувальною «легендою», підрив було нібито здійснено німецькою окупаційною владою під керівництвом рейхскомісара України Еріха Коха. Радянська пропаганда обґрунтовувала «німецьку версію» нацистською ідеологією, за якою «підкорені народи не повинні були мати символічних культових споруд». Проте пізніше, радянська пропаганда вже приписувала «подвиг» по знищенню Успенського собору та по мінуванню та підриву центру Києва диверсійно-терористичній групі НКВС на чолі з Іваном Кудрею. Після вибуху храм був залишений у руїнах, як свідчення злочинів нацистів. Не були здійснені плани відтворити його в початкових середньовічних формах до святкування 1000-річчя хрещення Київської Руси.
У червні 1988 року, за клопотанням тодішнього екзарха київського митрополита Філарета (Денисенка) тодішня влада у зв'язку зі святкуванням 1000-ліття хрещення Київської Русі й постановою Ради Міністрів УРСР, новоствореній печерській чернечій громаді була передана територія Дальніх печер. Від цього часу тут розташовувалася офіційна резиденція Митрополита Київського і всієї України — в рамках Московського патріархату. Органи управління Синоду й головний соборний храм, відновлена Київська духовна академія і семінарія, видавничі органи та керівництво Київської єпархії. Першим настоятелем новоствореної обителі став митрополит Київський і всієї України Філарет (Денисенко), а намісником — архимандрит Іонафан (Єлецьких).
У 1990 році лавру внесено до списку Всесвітньої спадщини ЮНЕСКО.
З 1992 року настоятель (священноархимандрит) лаври — митрополит Київський і всієї України Володимир (Сабодан), резиденція якого розташована на території монастиря.
У 1994 році постановою Кабінету Міністрів України було передано комплекс об'єктів Дальніх печер у користування УПЦ (МП).
З 1994 року намісник лаври — архиєпископ Вишгородський Павло (Лебідь).
9 грудня 1995 року Президент України Леонід Кучма видав указ про відновлення Успенського собору. Храм відтворено поспіхом, практично за два роки, без серйозної наукової підготовки, із використанням сучасних матеріалів. Перед будівельниками стояла задача встигнути до 950-річчя лаври. Освячений 24 серпня 2000 року.

### XXI століття
29 квітня 2004 року Київська міська рада своїм рішенням дала згоду передати низку об'єктів у безоплатне користування монастирю «Свято-Успенська Києво-Печерська Лавра» (УПЦ МП). Фактично цим рішенням було закріплено правовідносини щодо печерських об'єктів, які тоді вже були в УПЦ (МП). Разом було передано 18 будівель і приміщень.
11 липня 2013 року уряд Азарова своїм розпорядженням передав у безоплатне користування УПЦ МП 79 будівель і споруд, серед яких лабіринти Ближніх і Дальніх печер. Так понад 50 % усіх площ Лаври було передано УПЦ МП.
17 червня 2016 року між Національним Києво-Печерським історико-культурним заповідником та «Свято-Успенською Києво-Печерською лаврою» (УПЦ МП) було укладено угоду про почасове безоплатне користування (здійснення богослужінь і релігійних обрядів) в Успенському соборі та Трапезній церкві. Згідно із заявами українських урядовців.
2 грудня 2022 року, під час повномасштабного вторгнення Російської Федерації в Україну, було створено юридичну особу у складі ПЦУ, яка зможе отримати у користування майно комплексу.
31 грудня 2022 року угода втратила чинність, богослужіння представників УПЦ МП у цих храмах було припинене. 7 січня в Успенському соборі Києво-Печерської лаври відбулася святкова служба священників Православної церкви України. Водночас УПЦ МП оскаржила припинення угоди в суді.
29 березня 2023 року Україна розірвала договір з РПЦвУ про оренду Києво-Печерської лаври, на території якої проросійська релігійна організація, після свого утворення, з 27 жовтня 1990 року, тимчасово розміщувала органи управління (серед яких головний соборний храм), КДАіС, пропагандистське СПЖ та керівництво Київської єпархії.
16 квітня 2023 року, вперше за 300 років, в Успенському соборі Києво-Печерської лаври молитва пролунала українською мовою під час Великоднього богослужіння Православної церкви України. Очолив літургію виконувач обов'язків намісника Києво-Печерської лаври архімандрит Авраамій.
12 листопада 2023 року, Києво-Печерська лавра оголосила про перехід на новоюліанський календар з 15 листопада 2023 року, коли розпочинається різдвяний піст.

#### Епідемія коронавірусу
6 квітня 2020 року заразилися 4 священнослужителі із Києво-Печерської лаври. Раніше представники закликали ігнорувати карантинні обмеження і приходити до лаври.
Станом на 8 квітня 2020 року, заразилися 30 священнослужителів Києво-Печерської лаври з 44 осіб, що здавали тести. Настоятель Києво-Печерської лаври митрополит РПЦ в Україні Павло Лебідь інфікувався раніше. Він проводив службу, на якій були присутні голова УПЦ МП Онуфрій, митрополит Антоній і політики, зокрема, перший заступник голови Офісу президента Сергій Трофимов. 13 квітня лавру закрили на карантин, у зв'язку з підтвердженими там понад 90 випадками зараження коронавірусом, з яких згодом померло троє. Карантин тривав більше 2 місяців та от тільки 25 травня Лавру відкрили для відвідувачів.

## Архітектурний ансамбль

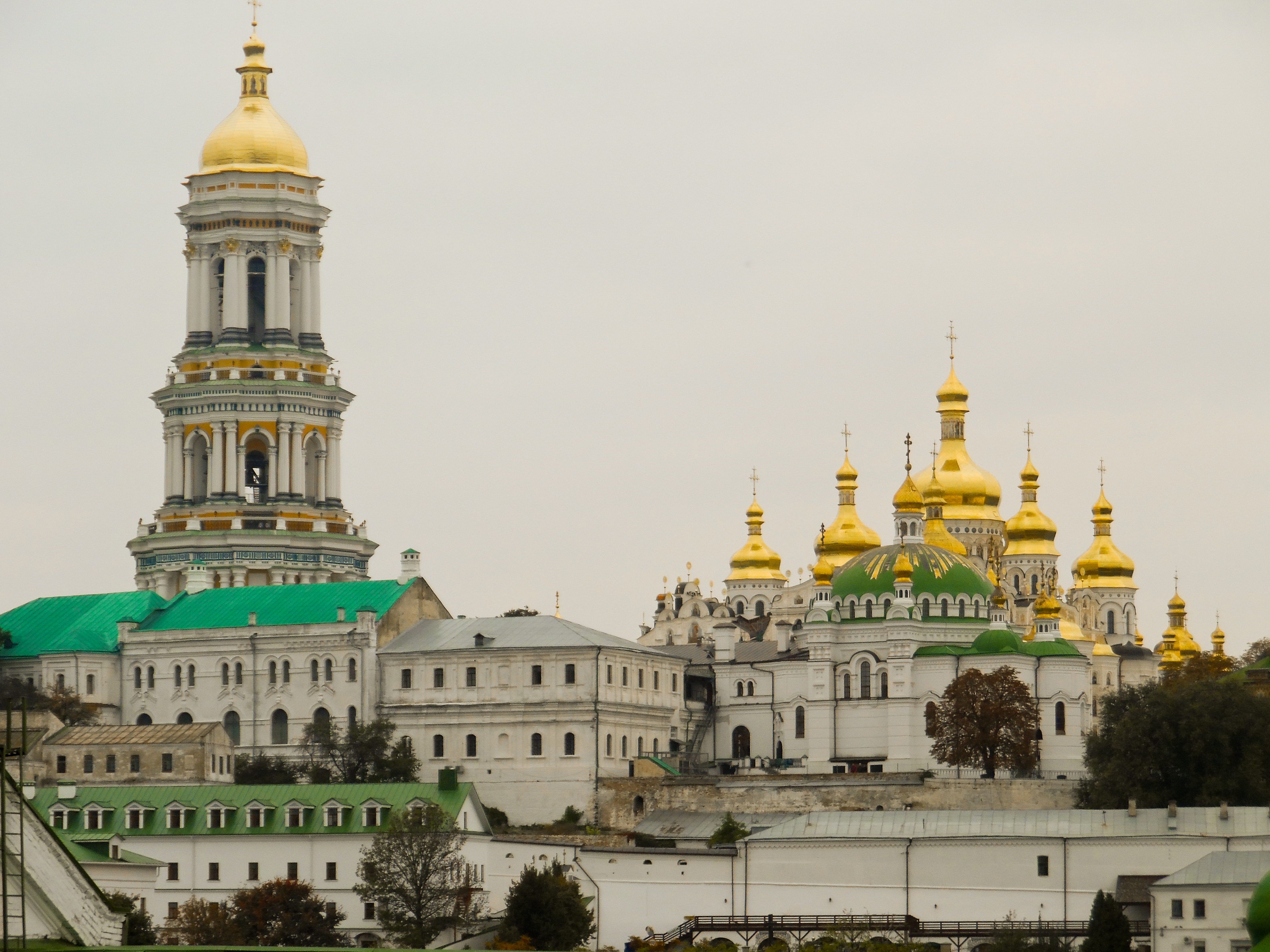
Києво-Печерська Лавра

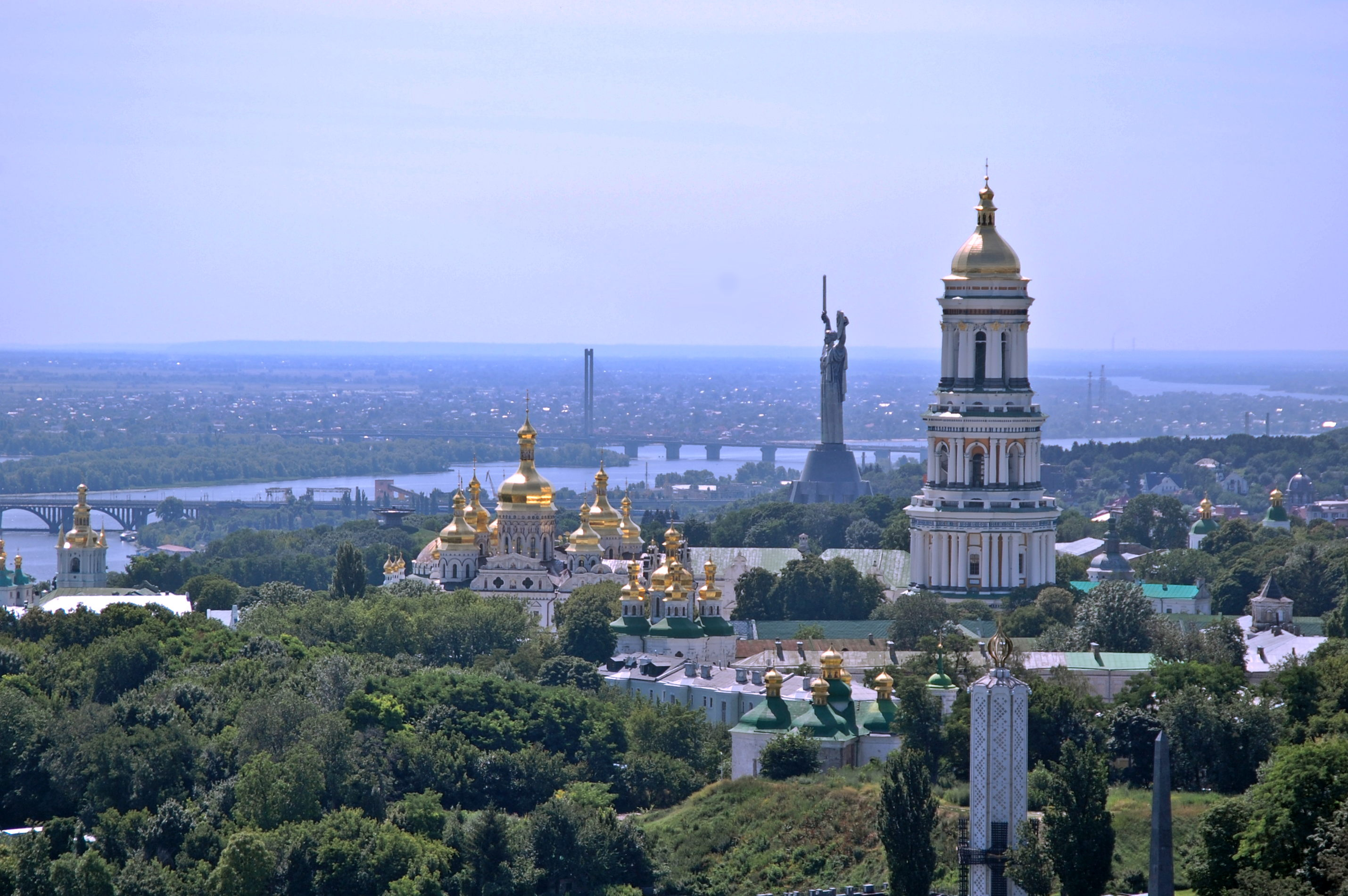
Вид на лавру згори

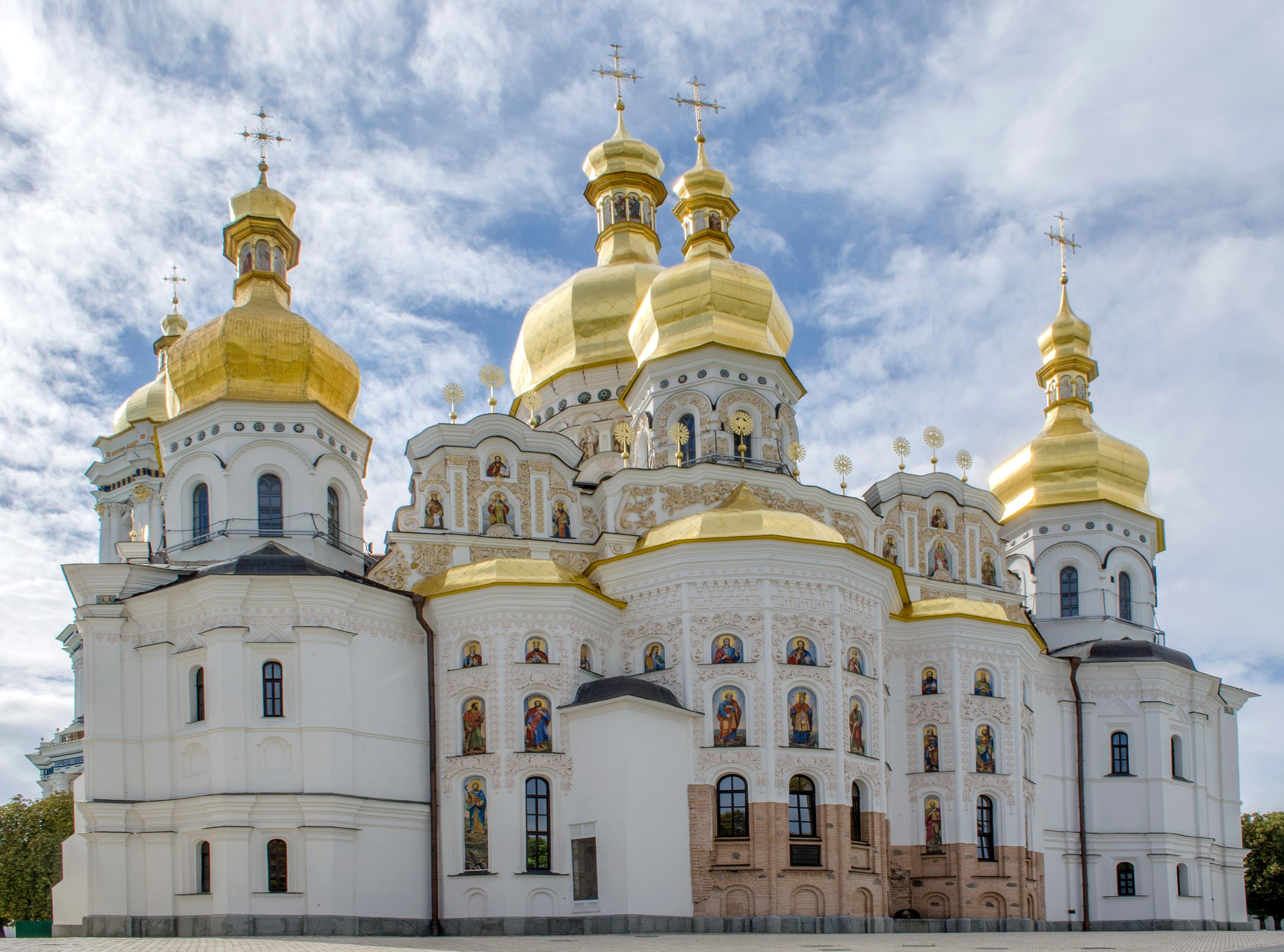
Собор Успіння Пресвятої Богородиці

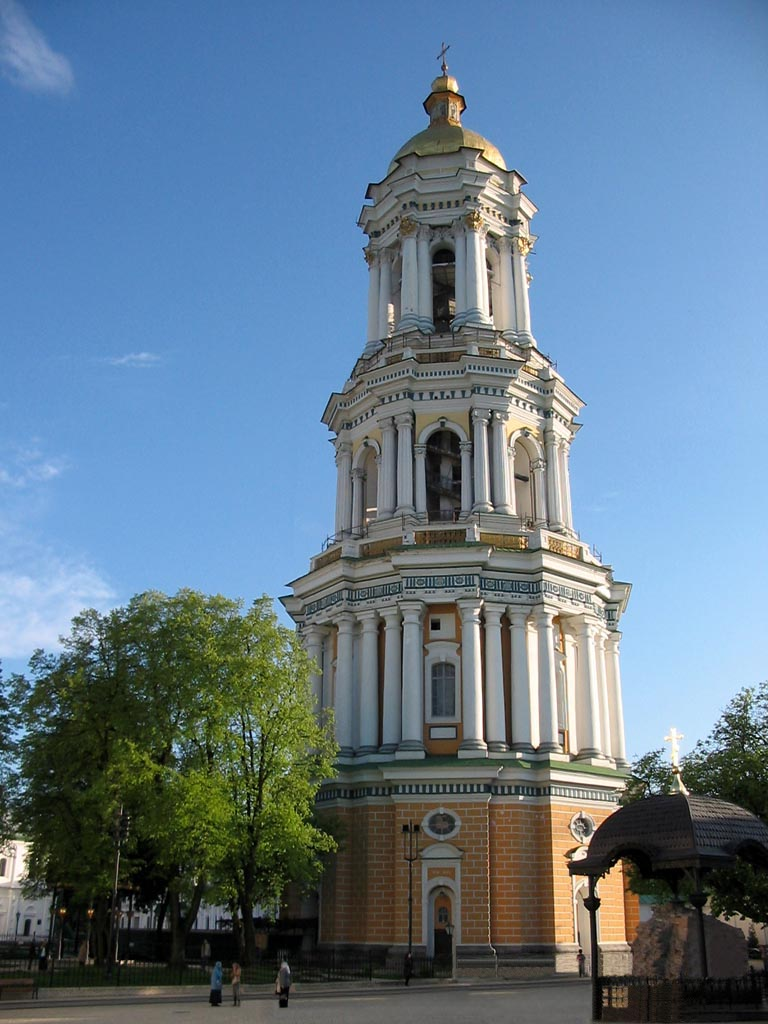
Велика лаврська дзвіниця

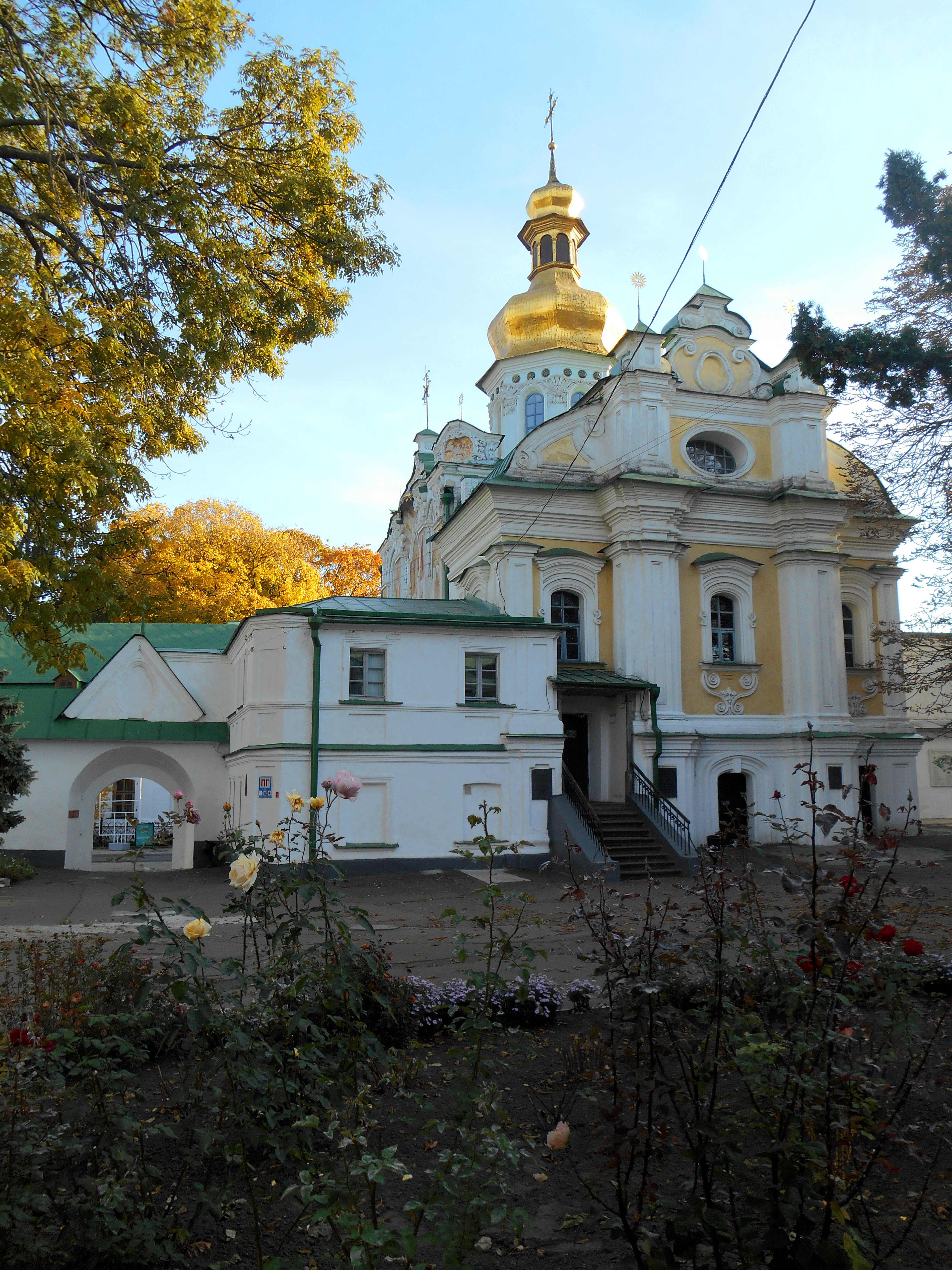
Троїцька Надбрамна церква

Архітектурний ансамбль Києво-Печерської лаври склався протягом майже дев'яти століть та зобразив розвиток культури й духовності, зміну стилістичних напрямків у мистецтві, процес удосконалення інженерних конструкцій. Він органічно пов'язаний з унікальним наддніпрянським ландшафтом і формує силует Києва з боку р. Дніпра.
Сучасний лаврський ансамбль розташований на площі 22 га і поділяється на такі частини:
- Верхня лавра
- Ближні печери
- Дальні печери
- Гостинний двір

Більшість монастирських будівель і споруд мають архітектурні форми українського бароко середини XVIII ст.
За роки господарювання УПЦ (МП) на території лаври було зроблено новобудов на більше 20 тисяч м2.
| | Знесені кілька пам'яток, перероблено, спотворено, добудовано, прибудовано - знищено цілий комплекс архітектурної перлини України протягом перебування суб'єкта господарювання на території Києво-Печерського заповідника. Є перелік цих об'єктів. Наприклад, знесені ворота, які були побудовані у середині XIX сторіччя, разом з корпусом, а замість них побудовані інші, ширші та вищі із сучасної пустотної цегли. А стара київська надміцна цегла була складена на подвір'ї. Це все було зафіксовано, також номера машин, що перевозили цю цеглу. Проінформовані були всі, і Міністерство культури. І таких прикладів кілька десятків. Це повинно бути предметом обговорення: як суб'єкт господарювання догосподарювався до того, що під охороною ЮНЕСКО перебуває зовсім інший об'єкт? Про це треба говорити, повинні бути пораховані збитки, які завдав суб'єкт господарювання на мільйони й мільярди гривень |
| — Сергій Кролевець, голова Всеукраїнської асоціації музеїв, гендиректор Національного Києво-Печерського історико-культурного заповідника (1995-2010), | |

### Велика лаврська дзвіниця
Велика лаврська дзвіниця
Головна дзвіниця лаври побудована у 1731—1744 роках. Має висоту 96,52 м й органічно вписується до ансамблю монастиря та всього Печерська. Її видно здалеку, за 25—30 км від міста. Аби піднятися на її верхівку необхідно подолати 374 сходинки.

### Трапезна церква Св. Антонія і Феодосія
Наймолодший храм Києво-Печерського монастиря. Перша Трапезна палата монастиря, побудована у XII ст., не збереглася, про її архітектуру нічого не відомо. Друга Трапезна палата із церквою Св. Петра і Павла була відбудована в стилі українського бароко, але у 1893 році її також зруйнували. Сучасна Трапезна палата з церквою побудована 1895 року, із 1990-го у храмі регулярно проводяться богослужіння.

### Некрополь
На території лаври поховано багато відомих осіб, зокрема:
- Князь Острозький Костянтин Іванович
- Князь Вишневецький Олександр Олександрович
- біля Трапезної церкви:

Василь Кочубей — генеральний суддя, донощик на гетьмана Івана Мазепу.
Іван Іскра — полтавський полковник, донощик на гетьмана Івана Мазепу.
- у храмі Спаса на Берестові — великий князь київський, засновник Москви Юрій Долгорукий.

### Бібліотека
Видатна книгозбірня лаври була спалена за часів Петра І. У ніч з 21 на 22 квітня 1718 року православні монахи — царські агенти — підпалили приміщення Лаври, де була її бібліотека та архів з унікальними документами та книгами з історичного минулого України.
У 1988 році після відновлення діяльності монастиря, було відновлено бібліотечну справу. Фонди стали поповнюватися тими виданнями, які встигли врятувати лаврські монахи і парафіяни. Стали закуповуватися і нові книги, в бібліотеку передавалася частина книг, які почали виходити з відновленої в 1995 році лаврської друкарні.
За 20 років діяльності після відродження монастиря, було зібрано понад 10 тисяч томів. У 2008 році бібліотека була переведена в приміщення, що дозволяють найкращим чином розмістити і упорядкувати бібліотечні фонди. Облік і каталогізацію лаврських бібліотечних фондів було цифровізовано.

## Чинний православний монастир

### Намісники
- Філарет Денисенко (1988—1992)
  - Іонафан Єлецьких (1988—1989), намісник
  - Єлевферій Диденко (1989—1992), намісник
- Володимир Сабодан (1992—2014)
  - Питирим Старинський (1992), намісник
  - Іпполит Хілько (1992), намісник
  - Павло Лебідь (1994—2014), намісник
- Онуфрій Березовський (2014—2023)
  - Павло Лебідь (1994—2023)
- Епіфаній Думенко (2022—на тепер)[40][41]
  - Авраамій (Лотиш)[42][43][10]

### Академія та семінарія
Також від 1989 до 2023 року на території архітектурного заповідника розташовувалась Духовна академія та семінарія УПЦ. У вересні 2023 року, під тиском місцевої влади, навчальний заклад звільнив приміщення Києво-Печерської лаври.[джерело?]

## Національний Києво-Печерський заповідник
«Національний Києво-Печерський історико-культурний заповідник» — музейний комплекс, що діє на території Верхньої Києво-Печерської лаври. Був заснований у 1922 році, у 1996 році отримав статус національного. Є найбільшим музейним комплексом України, де зосереджено 144 споруди, 122 з яких — пам'ятники історії та культури. Серед них — два унікальних підземних комплекси (дальні й ближні печери), храми, пам'ятники архітектури XI—XIX ст., виставкові приміщення. Заповідник щорічно відвідують сотні тисяч туристів.

## Музеї і бібліотеки на території
- Скарбниця Національного музею історії України
- Музей книги та друкарства України
- Національний музей українського народного декоративного мистецтва
- Музей театрального, музичного та кіно-мистецтва України
- Національна історична бібліотека України
- Бібліотека митрополита Флавіана

## Відвідування та екскурсії
Заповідник відкритий для відвідувачів щодня з 9:00 до 18:00, каса працює до 17:00. У весняно-літній період час роботи подовжений — з 8:00 до 20:00, каса працює до 19:00. Вхід до заповідника безкоштовний для дітей дошкільного віку, сиріт, вихованців дитячих будинків та інтернатів, учнівської молоді — студентів і школярів (щопонеділка за попередньою домовленістю з керівництвом заповідника), учасників бойових дій України, інвалідів I—II груп, солдатів і сержантів строкової служби Збройних сил України, членів ICOM та працівників музеїв. Без плати за вхід до заповідника можна завітати на Великдень та у Двонадесяті свята, у Дні відчинених дверей — Всесвітній день музеїв (18 травня), День незалежності України (24 серпня), День знань (1 вересня, для учнівської молоді).
Вхід на територію чинного монастиря Нижньої лаври, а також самостійне відвідування Дальніх і Ближніх печер — безкоштовне.
Екскурсії у заповіднику та на території Нижньої лаври проводяться щодня до 17:00.
З 11 серпня 2023 року тимчасово припинений доступ на територію Нижньої лаври усіх відвідувачів (за виключенням священників, ченців та працівників чоловічого монастиря).

## Критика
Рівень і смислове наповнення екскурсій по Києво-Печерській лаврі, діяльність адміністрації заповідника та керівництва лаври неодноразово ставали об'єктом критики журналістів через імперсько-центричні стереотипи в дусі Московського патріархату, схиляння перед російськими царями, поширення радянських історичних міфів, тотально російську мову екскурсійного обслуговування та інші зловживання.
Також на території Лаври здійснюється незаконне будівництво та перебудова історичних пам'яток. Попри відсутність будь-яких дозволів на будівництво, керівництво історичного заповідника та духовенство ніяк не коментують ситуацію.
22 листопада 2022 року в Лаврі проведено обшуки, було вилучено гроші, документи, а також виявлено пропагандистську літературу, документи Росії, а також у приміщеннях переховувалися громадяни Росії та особи без громадянства.